# У Саньґуй
У Саньгу́й (吴三桂, 1612 —2 жовтня 1678) — китайський військовий очільник, політик часів династій Мін та Цін. Його ім'я стало символом зради.

## Життєпис

### На службі Мін
Народився у 1612 році у місті Гаоюй (провінція Цзянсу). Походив з родини військових, син У Сяна. Отримав гарну освіту. Завдяки родинним зв'язкам швидко зробив військову кар'єру — вже у 1639 році став генералом. Внаслідок зради дядька Цзу Дашоу довіра з боку імператора Си-цзуна до У Сантгуя значно зменшилася, деякий час він був в опалі.
Але на початку 1640-х років отримав призначення до прикордонної армії. Він став очільником армії, що охороняла прохід через Великий китайський мур. Чим складніше ставало становище династії Мін, тим більше нагород отримував У Саньгуй та його родина. У 1644 році, під час наступу армії повстанців Лі Цзичена на Пекін імператор призначив У Сяна начальником імператорської гвардії. Водночас видав наказ У Саньгую, який отримав титул бо (графа), рушити на захист столиці, але той не виконав наказ, розуміючи, що не зможе протидіяти армії повстанців у 1 млн вояків. У Саньгуй зміцнив фортецю Шабхайгуань, де зосередив 40 тисяч вояків та 80 тисяч військових поселенців.

### Боротьба з Лі Цзиченом
Після захоплення Лі Цзиченом Пекіна У Саньгуй вів тривалі перемовини з ним. Водночас почав перемовини й з маньчжурським військовиком князем Доргонєм. Лі Цзичен арештував У Сяна, який надіслав листа до сина з вимогою підкоритися Лі Цзичену. Листа до У Саньгуя везли повстанці Тан Тун та Бай Гуан'єнь. Вже тоді, коли У Саньгуй вирішив підкоритися, війська повстанців раптово захопили фортецю Шаньхайгуань, а з іншого боку проти У Саньгуя вирушила ще одна 20-тисячна повстанська армія. У цій ситуації У Саньгуй раптовим ударом повернув собі фортецю, а слідом за цим знищив іншу повстанську армію. Дізнавшись про це, Лі Цзичен стратив У Сяна.
Після цього У Саньгуй перейшов на бік маньчжурів й склав присягу вірності імператору Цін. 26—27 травня відбулася битва при Іпаньші (відома як Шаньхуйгуаньська битва) між військами У Саньгуя та Лі Цзичена. Лише в останню мить на допомогу У Саньгую прийшов маньчжурський князь Доргонь. Після поразки Лі Цзичена та отримання до рук спадкоємця трону династії Мін Цілана У Саньгуй мав намір поставити останнього на трон й правити імперією замість нього, але отримав наказ рушати проти повстанців на південь та передати маньчжурами Цілана. Після деяких міркувань У Саньгуй підкорився цьому наказу.

### На службі Цін
Після того він воював з повстанцями Лі Цзичена та військами династії Південна Мін. 30 жовтня 1644 року був присутній на коронації імператора Фуліня, під час якої отримав титули пінсі-вана та фань-вана. Продовжував воювати з династією Південна Мін. У 1659 році отримав від імператора у володіння провінцію Юньнань та титул цінь-вана. У 1662 році захопив та стратив останнього представника Південної Мін — Чжу Юлана.
У 1673 році імператор Кансі вирішив обмежити права У Саньгуя та інших фань-ванів. У зв'язку з цим У Саньгуй почав повстання проти династії Цін, оголосивши себе імператором. Втім діяв не достатньо рішуче. Тому поширення його повстання обмежилося тільки південними провінціями. У Саньгуй помер 2 жовтня 1678 року від дизентерії.